# Одли, Николас, 3-й барон Одли
Николас де Одли (англ. Nicholas de Audley; примерно 1328 — 22 июля 1391, Хейли, Стаффордшир, Королевство Англия) — английский аристократ и крупный землевладелец, 3-й барон Одли с 1386 года, участник Столетней войны.

## Биография
Николас де Одли принадлежал к знатному и богатому роду, представители которого владели землями в Шропшире, Стаффордшире, Девоне и других графствах Англии с центром в замке Хейли. С 1313 года они заседали в парламенте как бароны Одли. Николас родился примерно в 1328 году в семье Джеймса де Одли, 2-го барона Одли, и его первой жены Джоан Мортимер (дочери Роджера Мортимера, 1-го графа Марча). До 1352 года он был посвящён в рыцари. В 1352 году вместе с братом Роджером поднял мятеж против отца и разграбил Хейли; примирение произошло только в конце 1370-х годов. В 1359 году сэр Николас участвовал в шевоше короля Эдуарда III в Северной Франции. В 1372 году снова сражался на континенте, в 1382 году занял пост главного судьи Южного Уэльса. После смерти отца в 1386 году унаследовал семейные владения и баронский титул.
3-й барон Одли умер в 1391 году. Он был женат на Элизабет Бомонт, дочери Генри Бомонта, 1-го барона Бомонта, и Алисии Комин, но детей не оставил. Поэтому титул барона Одли перешёл в состояние неопределённости, а в 1405 году перешёл к внучатому племяннику сэра Джеймса, Джону Туше.